# NGC 7782
NGC 7782 (другие обозначения — PGC 72788, UGC 12834, MCG 1-60-48, ZWG 407.73, IRAS23513+0741) — спиральная галактика (Sb) в созвездии Рыбы.
Этот объект входит в число перечисленных в оригинальной редакции «Нового общего каталога».
В галактике вспыхнула сверхновая SN 2003gl типа Ia, её пиковая видимая звездная величина составила 18,3.